# (29431) Shijimi
(29431) Shijimi (1997 GA26) – planetoida z pasa głównego asteroid okrążająca Słońce w ciągu 3,35 lat w średniej odległości 2,24 j.a. Odkryta 12 kwietnia 1997 roku.